# Ghinoaica, Prahova
Ghinoaica (mai vechi, Ghenoaia) este un sat în comuna Vadu Săpat din județul Prahova, Muntenia, România.
Așezarea este atestată documentar în 1562.